# Естонске копнене снаге
Естонске копнене снаге ( ест. Maavägi   ), који се незванично назива и Естонска војска, назив је уједињених копнених снага међу одбрамбеним снагама Естоније у којима има улогу офанзивне војне формације. То је тренутно највећа естонска војна грана са просечном величином у време мира од око 6.000 војника, регрута и официра.
Развојни приоритети Мавагије су способност учешћа у мисијама ван националне територије и способност извођења операција заштите територије Естоније, такође у сарадњи са савезницима. Маваги компонента оперативне структуре састоји се од пешадијске бригаде и структуре унутрашње безбедности. Распоредива тактичка група пешадијског батаљона и неке јединице ЦС, ЦСС ће се развити у структури Војске у складу са захтевима предлога НАТО снага. Пешадијска бригада ће деловати као оквир за обуку и подршку јединицама које се могу распоредити. Јединице структуре унутрашње безбедности имаће способност да извршавају територијалне војне задатке и подржавају цивилне структуре.
Копнена војска је структурисана по принципу резервног састава, што значи да главни део одбрамбених снага државе чине јединице у обученом резервном саставу. За државу са мало људских и економских ресурса, резервни састав заснован на вољи одбране грађана је једини одржив облик националне одбране.
У миру резервисти воде нормалан живот, а држава брине о њиховој обуци и набавци опреме и наоружања. У ратно време резервисти се мобилишу у војне јединице. Резервне јединице се формирају на територијалном принципу, односно војни обвезници са једног подручја позивају се истовремено у једну јединицу и након служења се упућују у резервни састав као једна јединица. Естонска војска је увек у сталној одбрамбеној приправности у сарадњи са другим службама.

## Историја
1. и 2. дивизија створене су током естонског рата за независност ; 2. дивизије у децембру 1918. и јануару 1919. године. Извиђачки појединачни пешадијски батаљон формиран је 21. децембра 1918. године.
Дана 21. новембра 1928. године, формирано је осам „Јединствених пешадијских батаљона“. Мирнодопска сврха ових батаљона била је обука војних обвезника. У ратно време батаљон би се реорганизовао у пук са сличним борбеним редом као два почетна пука реакционих снага која покривају источну и јужну границу. Мирнодопска снага сваког батаљона била је укупно 237 војника, у штабу пука, вод везе, вод инжињерије, ски-бициклистички вод, грађевински вод и три пешадијске чете.
Ратни борбени поредак би трансформисао батаљон у јединицу величине пука са истим бројем јединице и укључивао би 3 пешадијска батаљона, чету за везу, инжињеријску чету, ски-бициклистичку чету, коњичку чету, грађевинску чету, команданта командоса и ЦБ Командоса. Укупно 3.153 мушкарца.
2. појединачни пешадијски батаљон налазио се у Тартуу ; 3. појединачни пешадијски батаљон налазио се у Валги ; 4. у Јохвију ; 5. у Раквереу ; 6. појединачни пешадијски батаљон налазио се у Парнуу ; 8. појединачни пешадијски батаљон код Валге ; 9. у Парнуу ; а 10. појединачни пешадијски батаљон налазио се у Талину .
1. фебруара 1940. извршена је реорганизација и створена је четврта дивизија. Штаб 4. дивизије налазио се у Виљандију . Дивизију су чинили Парну-Виљанди војни округ и војни округ Валга . Командант дивизије био је пуковник Јаан Маиде. Четири дивизије су биле активне до совјетске окупације Естоније .
Дана 17. августа 1940. године, након окупације Естоније од стране Совјета, у Талину је формиран 22. територијални стрељачки корпус Црвене армије . Настао је као територијални естонски орган на бази војних јединица и институција естонске војске. Сви војници и официри задржали су униформе естонске војске из 1936. године, на које су биле ушивене совјетске ознаке. Први командант 22. територијалног стрељачког корпуса био је бивши генерал-мајор естонске војске Густав Џонсон, кога је касније ухапсио НКВД и стрељао. У почетку су већину официрских места у корпусу заузимали бивши официри естонске војске, али средином јуна 1941. – чак и пре немачке инвазије на Совјетски Савез – већина њих је ухапшена и замењена придошлицама из совјетског црвеног Војни официри.
Многи естонски официри из 22. територијалног стрељачког корпуса ухапшени су и умрли 1941. и 1942. у логорима у Совјетском Савезу; многи су стрељани. Бивши командант 180. стрељачке дивизије 22. корпуса Ричард Томберг преживео је после отпуштања само зато што га је од 1942. године војна академија Фрунзе сматрала професором. Ухапшен је фебруара 1944. (пуштен је из логора и рехабилитован 1956). Неки официри 22. стрељачког корпуса, међу којима је био и Алфонс Ребане, успели су да побегну од власти у периоду између отпуштања војске и плана за њихово хапшење. Неко је успео да побегне у иностранство, други је изашао из скровишта тек по доласку немачких трупа у јулу и августу 1941. године, неки од њих су се добровољно пријавили у естонске јединице које су се бориле на страни нацистичке Немачке или се пријавиле у естонске организације под контролом немачке власти.
22. територијални стрељачки корпус био је део 'оперативне војске' током Другог светског рата од 22. јуна 1941. до 31. августа 1941. године. 22. јуна 1941. године штаб корпуса је био стациониран у селу Рев.

## Организација

### Војне јединице

#### Тим за ватру и маневре
Ватрени и маневарски тим ( lahingpaar ) је веома мала естонска војна јединица коју води војник који је подређен пешадијском ватреном тиму. Ватрени и маневарски тим је већи од појединачног војника, али мањи од ватреног тима. То је уједно и најмања војна формација међу пешадијским јединицама копнене војске Естоније .
Обично се састоји од два војника. Ватрени и маневарски тим предводи искуснији војник у пару.
Тим за ватру и маневре треба да делује на бојном пољу заједно са другим тимовима за ватру и маневре на земљишту величине не већем од 20 x 50 метара. У структури ватреног и маневарског тима нема елемената логистичке подршке.

#### Ватрени тим
Ватрени тим ( pooljagu ) је мала војна јединица коју води старији војник која је подређена пешадијском одреду. Ватрени тим је већи од тима за ватру и маневре ( lahingpaar ) али мањи од одреда ( jagu ). Такође је једна од најмањих војних формација међу пешадијским јединицама копнене војске Естоније.
Обично се састоји од три до пет војника, а може се даље поделити на ватрене и маневарске тимове . Ватрени тим се састоји од два ватрена и маневарска тима од по два војника, као и вође ватреног тима ( pooljao ülem ; у salgapealik Лиге одбране ) који је обично каплар ( kapral ).
Један ватрени тим треба да делује на бојном пољу заједно са другим ватреним тимовима на земљишту не већем од 50 x 100 метара. У структури ватрeог тима нема елемената логистичке подршке.

#### Јагу
Одред ( jagu ) је мала војна јединица коју води подофицир која је подређена пешадијском воду . Одред је већи од ватреног тима ( pooljagu ) али мањи од вода ( rühm ). Такође је једна од најмањих војних формација међу пешадијским јединицама копнене војске Естоније .
Обично се састоји од шест до десет војника, а може се даље поделити на ватрене тимове. Одред се састоји од два ватрена тима од по пет војника, као и од вође одреда ( jaoülem ; у jaopealik Лиге одбране ) који је обично наредник ( seersant ). Његов други командант је познат као помоћник вође одреда ( jaoülema abi ; у Лиги одбране jaopealiku abi ).
Један одред треба да делује на бојном пољу заједно са другим одредима на земљишту не већем од 100 x 200 метара. У структури одреда нема елемената логистичке подршке. Формацијски транспорт обично чини једно тактичко транспортно возило као што је Мерцедес-Бенз Унимог 435.

#### Вод
Вод ( rühm ) је мала војна јединица коју води официр (подофицир) која је потчињена пешадијској чети . Вод је већи од одреда ( jagu ) али мање од компаније ( kompanii ). То је такође једна од најмањих војних формација међу пешадијским јединицама копнене војске Естоније .
Обично се састоји од тридесет до педесет војника, а даље се дели на одреде. Вод се састоји од пет одреда од по десет војника, као и од вође вода ( rühmaülem ; у Одбрамбеној лиги rühmapealik ) који је обично млађи поручник ( nooremleitnant ). Његов други командант је познат као наредник вода ( rühmaülema abi ; у Дефенсе Леагуе rühmapealiku abi ).
Један вод је предвиђен да делује на бојном пољу заједно са другим водовима на земљишту не већем од 300 × 400 метара. У структури вода нема елемента логистичке подршке. Формацијски транспорт обично чине три до пет тактичких транспортних возила као што је Мерцедес-Бенз УНИМОГ 435.

#### Компанија
Чета (компанија) ( Kompanii ) је средња војна јединица коју предводи млађи официр који је потчињен пешадијском батаљону. Чета је већа од вода ( rühm ) али мањи од батаљона ( pataljon ). То је једна од најосновнијих војних формација међу пешадијским јединицама копнених снага Естоније .
Обично се састоји од 180 до 250 војника, а даље се дели на водове. Чета је састављена од пет водова од по тридесет до педесет војника, као и вођа чете ( kompaniiülem ) који је обично капетан ( kapten ). Његов други командант је поручник као помоћник батаљона ( kompaniiülema abi ).
Једна чета треба да делује на бојном пољу заједно са другим четама на земљишту не већем од 500 x 500 метара. У структури чете постоји елемент логистичке подршке који има резервни вод. Формацијски транспорт обично чини двадесет тактичких транспортних возила као што је Мерцедес-Бенз Унимог 435.

#### Батаљон
Батаљон ( Pataljon ) је просечна војна јединица коју води виши официр који је потчињен пешадијској бригади. Батаљон је већи од чете ( kompanii ) али мањи од бригаде ( brigaad ). То је једна од најосновнијих војних формација међу пешадијским јединицама копнених снага Естоније .
Обично се састоји од 900 до 1250 војника, а даље се дели на чете. Батаљон се састоји од пет чета од по 180 до 250 војника, као и од вође чете ( kompaniiülem ) који је обично потпуковник ( kolonelleitnant ). Његов други командант је пуковник као помоћник батаљона ( pataljoniülema abi ).
Један батаљон треба да делује на бојном пољу заједно са другим батаљоном на земљишту не већем од 1500 x 3000 метара. У структури батаљона који је базиран на резервној чети постоји елемент логистичке подршке. Формацијски транспорт обично чини 200 тактичких транспортних возила као што је Мерцедес-Бенз УНИМОГ 435.

#### Регионална јединица
Регионална јединица ( malev ) је среска милита коју предводи виши официр који је потчињен пешадијској дивизији. Термин малев је историјски. Првобитно се заснивао на људству округа и водио га је окружни вођа ( vanem ). Малев је био већи од батаљона ( pataljon ) и мањи од поделе ( diviis ). Била је то највећа војна формација међу пешадијским јединицама Лиге одбране Естоније .
Малев је обично подкомпонента дивизије, већа јединица која се састоји од два или више малева ; међутим, неке бригаде су класификоване као посебне бригаде и делују независно од традиционалне дивизијске структуре. Командујући официр Малева је обично мајор или пуковник.
Савремени малев се обично састоји од три до пет чета или батаљона, у зависности од области и расположивог људства у датом округу. Сваки малев може да делује независно на бојном пољу које обухвата површину од 10 km × 15 km.

#### Дивизија
Дивизија ( diviis ) је велика војна јединица коју предводи генерал који је потчињен корпусу ( korpus ). Дивизија је већа од бригаде ( brigaad ) али мањи од корпуса.
Обично се састоји од 20.000 до 35.000 војника, а даље се дели на бригаде. Дивизија се састоји од две до четири бригаде од по 5000 до 8750 војника, као и од вође дивизије ( diviisiiülem ) који је обично генерал-мајор ( kindralmajor ). Његов други командант је бригадни генерал ( brigaadikindral ) као помоћник дивизије ( diviisiülema abi ).
Једна дивизија треба да делује на бојном пољу заједно са другим дивизијама на фронту који покрива више од два округа. У саставу дивизије постоји елемент логистичке подршке који је базиран на резервној бригади. Формацијски транспорт обично чини 5000 до 7000 тактичких транспортних возила као што је Мерцедес-Бенз Унимог 435 .

### Мирнодобна структура
Две бригаде нису у потпуности попуњене у мирнодопским условима. Једине јединице које су стално попуњене су команде две бригаде, извиђачки батаљон и служба за уклањање мина/деминирање. 2. пешадијска бригада је активирана 1. августа 2014. године. Бригада ће наставити да активира даље јединице како би достигла пуну снагу најкасније до 2022. године. Паралелно са тим, 1. пешадијска бригада ће постати механизована бригада са гусеничним борбеним возилима пешадије и самоходном артиљеријом . У рату ће две бригаде бити доведене у пуном саставу са резервним војницима. Поред две бригаде Копнене војске, Одбрамбене снаге Естоније такође имају велики број мањих лаких пешадијских јединица Лиге одбране Естоније, које имају задатак да обављају локалну одбрану, односно операције задржавања .
- Командант снага одбране, у Талину
  - 1. пешадијске бригаде, у Тапи
    - Штаб компаније за подршку и сигнализацију, у Тапи
    - Батаљон извиђача, у Тапи, професионална јединица за брзо реаговање наоружана ЦВ-90
    - Пешадијски батаљон Калев, у Јохвију
    - Пешадијски батаљон Виру, у Јохвију
    - Артиљеријски батаљон, у Тапи
    - Батаљон ПВО, у Тапи
    - Инжињеријски батаљон, у Тапи
    - Батаљон за подршку борбеној служби, у Тапи
    - Извиђачка чета, у Тапи
    - Противтенковска чета, у Јохвију

  - 2. пешад. бригада, у Луњи [6]
    - Штаб чете за подршку и сигнализацију, у Лууњи
    - Пешадијски батаљон Куперјанов, у Вору
    - 22. пешадијски батаљон (резервни)
    - 23. пешадијски батаљон (резервни)
    - 25. артиљеријски батаљон (резервни)
    - батаљон ПВО (резерва)
    - Инжињеријски батаљон (резерва)
    - Батаљон борбене службе у Вируу
    - Извиђачка чета (резерва)
    - противтенковска чета (резерва)

## Персонал
Копнене снаге имају више од 2.700 сталних војника и 3.100 војних обвезника. У 2013. години било је само 15 жена на војној служби. Раније је у Копненој војсци постојао један потпуно професионални пешадијски батаљон – ( извиђачки батаљон ). Међутим, од 2017. године, јединица такође обучава регруте у улози механизоване пешадије.

### Обука
Копнене снаге Естоније сваке године организују вежбе Пролећна олуја ( Кеваторм ). У овој вежби је 2017. године учествовало 9.000 војника.

## Опрема

### Оружје
Иако одбрамбене снаге користе различита индивидуална оружја да обезбеде лаку ватрену моћ на кратким дометима, стандардно оружје које користе копнене снаге су домаће унапређене варијанте 7,62 mm АК4 и 5,56 mm Галил-АР јуришних пушака, од којих су обе планирана је замена до 2021, као и 9 мм варијанта митраљеза МП5 за снаге за специјалне операције . Примарно оружје су 9к18 mm Макаров ПМ и 9к19 mm УСП полуаутоматски пиштољи . Неке јединице су допуњене разним специјализованим оружјем, укључујући Галил-АРМ и лаки митраљез Негев, како би се обезбедила супресивна ватра на нивоу ватреног тима. Индиректну ватру обезбеђују бацачи граната М-69 и ЦГ М3 . Дуал-моде сачмарица Бенелли-М3Т калибра 18,53 мм користи се за пробијање врата и борбу из близине. Домаће произведене модификације 7,62 мм М14 селективне аутоматске пушке ТП2 и Галил -С користе снајперисти, заједно са тешким снајперским пушкама 8,6 мм Сако ТРГ и 12,7 мм Хецате II користе се далекометне нишанџије. Користе се и ручне, фрагментационе и димне гранате заједно са системима за бацање граната, као што су ХК-ГЛМ и ХК-79Н, .
Одбрамбене снаге такође користе различито оружје које служи посади да би обезбедило средњу и тешку ватрену моћ на дометима који су већи од појединачних оружја. 7,62 мм МГ-3 и КСП-58 су стандардни средњи митраљези копнене војске. Тешки митраљез 12,7 мм Бровнинг М2ХБ се генерално користи као митраљез на возилу који користи моторизована пешадија. Копнене снаге користе две врсте минобацача за индиректну ватрену подршку када тежа артиљерија можда није одговарајућа или доступна. Најмањи од њих су минобацачи 81 мм М252, Б455 и Л16А1 који се обично додељују на нивоу пешадијске чете. На вишем нивоу, пешадијски батаљони су подржани одељењем минобацача 120 мм М-41Д и 2Б11, које обично користе моторизоване јединице. Ватрену подршку пешадијским јединицама углавном пружају вучене хаубице, укључујући лакше 122 mm Д-30Х63 и теже теренске хаубице 155 mm ФХ-70 . Међутим, последњих година Естонија је почела да набавља све већи број самоходних артиљеријских возила како би пружила ватрену подршку својој све више механизованој пешадији, смањујући улогу вучне артиљерије. Естонија је поклонила Украјини најмање девет Д-30, као и неодређени број хаубица ФХ-70 као део своје војне подршке одбрани Украјине од руске инвазије 2022. године.
Копнене снаге користе различите ракете које се испаљују са рамена, бестрзајне пушке и противтенковске вођене ракете да би пешадијским и механизованим јединицама обезбедиле противоклопне способности. 82 mm Б-300 је вишекратни преносиви противтенковски ракетни систем који се испаљује са рамена . 84 mm АТ4 је невођени пројектил који може да уништи оклоп и бункере на дометима до 500 метара. 90 мм Ц90-ЦР је бацач граната за једнократну употребу, који се испаљује са рамена и којим управља један човек. Неке моторизоване јединице подржавају Пвпј 1110 и М40-А1 бестрзајне пушке које се монтирају на комунална возила високе покретљивости . 115 мм МИЛАН -2 са могућношћу ноћног пуцања и 148 мм МАПАТС ласерским снопом противтенковских навођених ракета су главни противтенковски системи копнених снага. Куповина противоклопних ракета 127 мм ФГМ-148 Јавелин за испаљивање и заборављање повећаће способности противоклопних јединица копнених снага. 90 mm Мистрал је инфрацрвена самонавођена ракета земља-ваздух, која заједно са двоцевним противавионским топовима 23 mm ЗУ-23-2 постављеним на камионе чини окосницу противваздушне одбране одбрамбених снага.

### Возила
Копнене снаге тренутно не користе ниједан главни борбени тенк, иако су неки типови били у служби копнених снага до совјетске окупације 1940. Последњих година Министарство одбране Естоније је указало на потребу за набавком главних борбених тенкова до 2020. године према плану развоја националне одбране. Од 2014. године, борбено возило пешадије ЦВ9035 је главно борбено возило и возило за превоз трупа на линији фронта, опремљено је куполом са аутоматским топовима од 35 мм и носи до 8 потпуно опремљених војника. Најчешћа оклопна возила копнених снага су оклопни транспортери серије Паси, од којих су неки уграђени у возила хитне помоћи и командне станице. Слични оклопни транспортери Паси 180 и Паси 188 су стандардна транспортна возила копнених снага. Паси КСА-180, који су први набављени, такође су коришћене од стране експедиционих јединица одбрамбених снага у мировним операцијама у Централној Азији и Африци . Последњих година амфибијски оклопни транспортери БТР-80 су коришћени као возила за обуку и сада се повлаче из употребе.
Министарство одбране Естоније потписало је уговоре за набавку 36 самоходних хаубица К9 Thunder из Јужне Кореје, од којих је 18 испоручено до децембра 2022. године, док је остатак планиран да стигне најкасније до 2026. године. Ово је у складу са стратегијом трансформације 1. пешадијске бригаде у механизовану бригаду . Као одговор на руску инвазију на Украјину, Естонија је такође потписала уговор са Сједињеним Државама за набавку шест вишеструких ракетних система ХИМАРС, који би требало да буду испоручени до краја 2024. године  Иако копнене снаге немају никакве помоћне хеликоптере, јуришне хеликоптере или сопствене авионе, оне користе неколико врста беспилотних летелица и ротационих летелица . Тренутно нема оперативних наоружаних дронова у служби копнених снага. Министарство одбране Естоније је 2014. објавило да Естонија, заједно са 12 других чланица НАТО-а, планира да купи дрон Глобал Хавк како би повећала своје војне извиђачке способности.
Најчешћа возила одбрамбених снага су камиони опште намене Унимог и ДАФ серије и лака комунална возила као што су Унимог 416, Унимог 435, ДАФ ИА4440 и МБ 250ГД . Постоји и мноштво различитих војних логистичких возила изграђених од стране МАН и Сису, као што су МАН 4520, 4620, 4640, КАТ1 и Сису Е13ТП, у употреби копнене војске, која могу да служе као носач терета/трупа, артиљеријски трактори, платформа за оружје и амбулантна кола, између осталих улога.

### Униформе
ЕСТДЦУ, је естонска верзија дигиталне маскирне униформе и њени различити обрасци су дизајнирани за употребу у шумским, пустињским, урбаним и зимским ратним окружењима. Војници Копнене војске Естоније добијају и борбени шлем ПАСГТ и балистички прслук и уређај за ноћно осматрање .

## План развоја одбране
Следи делимична листа планираних и текућих набавки опреме за Копнену војску:
Малокалибарско и лако наоружање
- Јуришне пушке : 19.000 ЛМТ Р20 Рахе пушке купљене 2019. Све јединице ће бити опремљене новом пушком до 2022.[34]
- Митраљези: нови митраљези биће набављени између 2021. и 2024.[35]
- Снајперске пушке : нове снајперске пушке биће набављене између 2021. и 2024.[35]

Оклопна возила
- Оклопни транспортери : 100–300 нових 6к6 оклопних транспортера који ће заменити тренутне моделе Сису КСА-188 и КСА-180 до 2030.[36]

Самоходна артиљерија
- 36 К9 Тхундерс, од којих је 18 испоручено до краја 2022. године, а очекује се да ће остатак стићи најкасније до 2026. године.

Противтенковски системи
- Спајк ~ 18 ЛР лансера који ће бити испоручени 2021.